# Cydistomyia victoriensis
Cydistomyia victoriensis är en tvåvingeart som beskrevs av Ricardo 1915. Cydistomyia victoriensis ingår i släktet Cydistomyia och familjen bromsar. Inga underarter finns listade i Catalogue of Life.